# Казануова дел Пјано (Фиренца)
Казануова дел Пјано је насеље у Италији у округу Фиренца, региону Тоскана.
Према процени из 2011. у насељу је живело 21 становника. Насеље се налази на надморској висини од 85 м.